# 灯橙あか
灯橙 あか（とうだい あか）は長野県出身の女性シンガーソングライター。
SNSを中心に自身の手がけた楽曲を発信している。
作詞作曲はもちろん、編曲、映像編集、イラスト、各サイト運営まで幅広く手掛ける。赤いギターがトレードマーク。
クリエイターグループ「WHITEBOX」のリードメンバーとしても活動中。

本人は「あかちゃん」（イントネーションは赤ちゃんとは異なる）の愛称で親しまれている。また彼女のファンの呼称は「Baby's」である。

## 来歴

### 下積み時代

#### 2017年
京都の大学在学中、小学生の頃からの夢であった音楽を職業とするべく一念発起。9月にライブ活動を開始した。当時所属していた事務所からの勧めで、同年12月にYoutubeチャンネルを開設し、弾き語りの投稿を始めた。

#### 2018年
6月3日に大阪城公園で路上ライブを開催し、8月には1st.single「愛情表現」をリリースした。

### フリーランス時代

#### 2019年
5月フリーランスのシンガーソングライターとして活動を始める。
当時、オンラインアカペラサークルとして活動していたWHITEBOXのリーダーであるホワイトから声がかかり、コラボ動画に出演する。複数の共演を経て、6月にはWHITEBOX初の女性リードメンバーに抜擢される。9月にリードボーカルを務めた「シャルルvs秒針を噛む」の動画がバズり、マッシュアップの火付け役となる。
グループの活動を開始しても自身のシンガーソングライターの活動も疎かにはしなかった。8月末にワンマンライブ&レコ初 ( 1st.Singleピーターパン症候群）を開催し、企画運営のほとんどを自ら行った。同年11月にボイストレーナーの試験に合格した。

#### 2020年
新型コロナウイルス感染症の世界的流行に伴い、人の往来が著しく制限される中、活動の主軸をYoutubeに移行。４月から個人チャンネルにて歌ってみたを始めた。当時流行したボーカロイドやアニソンなど、幅広いジャンルのカバー動画を投稿し、歌い手としての幅を広げた。

10月10日放送の#渋谷オルガン坂生徒会のしばりのど自慢にも出場。審査員しらスタから高い評価を受け、後日公開された動画のタイトルに名前が使用されるなど注目を集めた。この番組には、2023年に メジャーデビューを果たした小玉ひかりや、2024年に紅白歌合戦に出場したこっちのけんとなど、その後それぞれの道で大きな飛躍を遂げたアーティストたちが出演していた。

#### 2021年
1月にレコ発ワンマンライブ（2nd.Single at Sleepless Night)を開催後、実家のある長野県に拠点を移し、月に一回オリジナル曲のミュージックビデオ（以降MV）を投稿し始める。「うっせえわ」カバー動画が100万回再生を突破したことも相まって、登録者数を大きく伸ばした。3月にWixを使用して公式ホームページを開設。Wixの決済機能とインスタグラムの機能を組み合わせた独自の方法で、ファンクラブの運営も同時に開始した。7月にSonyクリエイターズグループ配信ライブにてWHITEBOXとして出演。10月に明治大学生明祭ライブにゲスト出演。どちらも無観客での開催となったが、パンデミック以前の音楽活動の再開が期待される兆しとなった。生明祭では、コンテスト企画の審査員も務めた。
12月、これまでインターネット上で発表してきた楽曲をフルアルバムという形にするためにクラウドファンディングに初挑戦し、一週間で目標金額を達成した。追加で設定したストレッチゴールも達成し、フルアルバム制作だけでなく、より大規模なMV制作およびカラオケ配信が実現した。同時期に参加した「6スタチャンネル」のクラウドファンディングも成功。プロジェクトのオープニング曲の作詞を手がけた。2つのクラウドファンディングの成功を受けて自身の活動に手応えを感じ、翌年4月に念願の上京を果たした。

### 念願の上京

#### 2022年
5月に1st.Full Album『The Labeling』を発売し、東京での活動を順調にスタートした。しかし、初の東京でのワンマンに向けて準備を進めていたところ、関係会社の倒産、協力者の離反等のさまざまな困難に直面した。そんな中、新たな協力者との出会いもあり、9月1日にオールインワン型ファンプラットフォーム「Bitfan」にて、オフィシャルサイトとファンクラブをリニューアルオープン。12月9日には「月見ル君想フ」にて初ワンマンも無事開催できる運びとなった。ライブはバンド形式で行われ、チケットはSOLDOUTとなった。

#### 2023年
3月19日に「自由学園明日館」にて、初のアコースティックワンマンを実施。10月から11月にかけて、仙台、東京、名古屋、大阪の４か所のアコースティックツアーを開催。ファンと直接ふれ合う機会を設け、互いの愛情を一層深めた。

既存のファンを大切にしつつも、新規ファンを獲得するために新しいことにも積極的に挑戦した。10月に小説の世界観を題材に音楽を制作するプロジェクト、オトトモジに参加。此見えこ著『今夜、死にたいきみは、明日を歌う』の主題歌を手がけた。そのクオリティは、小説の内容を大切にした上で作られた楽曲と著者も太鼓判をおした。同月、大型のサーキットイベントMINAMI WHEELに出演。その出演者の中から学生が選んだアーティストがパフォーマンスを行うイベント「大阪音楽大学 ミュージックビジネス専攻 presents“ビギバズ！” -MINAMI WHEEL EDITION-」の舞台にも立った。また12月21日には横浜赤レンガ倉庫で藤巻亮太とKEYTALKが出演した 「毎日がクリスマス2023」のオープニングアクトに選出された。

#### 2024年
1月13日にはバンド形式のワンマンライヴ、『あのバス停で春を待つ』　を渋谷DUO music exchangeにて開催。集まった観客を大いに魅了し成功を収めた。
両国国技館で催される日本最大級の弾き語りFES 『TOKYO GUITAR JAMBOREE』への出演をかけたオーディションが2月に開催された。インターネットでの投票と最終審査を勝ち抜きグランプリを獲得。3月に土俵を模したステージで、新曲「今日の私が一番綺麗」を堂々披露した。その曲をNFTの形で3月6日から先行・限定発売。先端技術も積極的に取り入れ、新たな可能性を模索した。
著名なアーティストとの共演機会も増加している。7月6日には 阿部真央&矢井田瞳ツーマン オープニングアクトに選出された。さらに、アンコールでは共演者とのセッションも行われた。7月14日に放送されたオールスター合唱バトルでは、SNS界を代表するバズりシンガーが集結した「ミリオン再生合唱団」に参加。番組史上初の500点満点を獲得し、伊礼彼方率いる「ミュージカル合唱団」と同点優勝を果たした。ミュージカル合唱団が500点を出した後のパフォーマンスということもあり、直前の舞台裏で彼女が501点を宣言していたが、審査員のひとり東儀秀樹が「101を押してみたが受け付けてくれなかった」と語っており、事実上目標を達成していた。

このような活動を経て、10月から11月にかけて開催したLyrical Loversにて、曲のリリースのペースを加速させると宣言。これを受け、10月発表の「Gemini」を皮切りに、3ヶ月連続リリースを実現するなど、これまでの流れとは一線を画す動きが本格化した。この頃からSpotifyのPre-Save機能、Apple Musicの先行追加機能を使い、リリース前から話題を作る戦略を展開。リリースペースを上げつつも、楽曲のクオリティには妥協せず、「XL」ではMVの中で歌詞にフォーカスを当てたリリックビデオを制作。「ストレートヘア」では12月29日放送のオールスター合唱バトルで共演したラビットキャットのMikiに出演を依頼するなど、ファンを楽しませる多彩な工夫が施された。
また、グループの活動で映画「ジーンズ十色」の主題歌「アイイロ」を提供したことがきっかけで、Right-onとの繋がりが深まり、MV制作において衣装提供を受けることができた。

これらの取り組みは、単に活動の幅が広がったという域を超えて、新しい展開が着実に進行していたことを示していた。

#### 2025年
1月10日、WHITEBOXの2ndワンマンライブ「Colorful」に出演。同公演内で、所属するクリエイターチームWHITEBOXの法人化が発表された。

グループとしての活動でピアノ曲の再生数が伸びたことを受け、2月25日にピアノアルバム『溢れる』をリリース。同作を携えたプレミアムアコースティックライブを6月に開催した。あわせて「5月までに5万回再生を達成した場合、CD化する」との目標も掲げられており、これを達成したことによりCD化も決定した。

## ディスコグラフィー

### CD
| 発売日     | タイトル           | 収録曲 | 備考 |
| ---------- | ------------------ | --- | --- |
| 2018/08/29 | 愛情表現           | 1. 愛情表現 2. ダージリン | |
| 2019/8/31  | ピーターパン症候群 | 1. ピーターパン症候群 2. 荒れた生活 3. さよならあなたのベイビーブルー | 1st.Single 2020/9/14 タワレコ渋谷店 2020/11/16 タワレコ福岡パルコ店 にて販売                                                         |
| 2021/1/10  | at Sleepless Night | 1. 灯-Tomoshibi- 2. スリープレスナイト | 2nd.Single 2021/11/17 タワレコ梅田大阪マルビル店 2021/11/18 タワレコ新宿店 ピックアップアーティストに選出される 限定特典：ステッカー |
| 2022/2/26  | だいじょばない     | 1. 夜風 2. 未発表曲 3. Labeling | シンガロンシンガソンOSAKA 2022 Winter 会場限定販売                                                                                   |
| 2022/5/18  | The Labeling       | 1. スリープレスナイト 2. 雨音スキップ 3. ピーターパン症候群 4. ごめん 5. 意地でも 6. 私の国 7. 橙の日 with ウソツキ 8. 抱き寄せても 9. Sukima 10. 橙-daidai- 11. 灯-Tomoshibi- 12. 太陽より月 13. Labeling (Bornus Track) | 1st. Full Album 2022/5/18 タワレコ下記店舗にて販売開始 渋谷店 新宿店 梅田NU茶屋町店 名古屋パルコ店(※取り寄せ) 限定特典：ステッカー   |

### デジタルリリース
| リリース日 | タイトル                                           | 備考                                               |
| ---------- | -------------------------------------------------- | -------------------------------------------------- |
| 2023/10/10 | 今夜、死にたいと思った。だから、歌いたいと願った。 | 小説『今夜、死にたいきみは、明日を歌う』の主題歌   |
| 2024/1/5   | 火を吹く二人                                       |                                                    |
| 2024/3/13  | 今日の私が一番綺麗                                 | 3/6から.muraにてNFT音源を期間限定で販売            |
| 2024/9/8   | レゾンデートル                                     |                                                    |
| 2024/10/23 | Gemini                                             | 10/16 プリセーブ&予約購入開始                      |
| 2024/11/30 | XL                                                 | 11/23 プリセーブ&予約購入開始                      |
| 2024/12/27 | ストレートヘア                                     | 12/15 プリセーブ&予約購入開始                      |
| 2025/2/25  | 溢れる                                             | ピアノアルバム（EP） 12/18 プリセーブ&予約購入開始 |

## ライブ・イベント

### ワンマンライブ
| 開催日                                     | タイトル                               | 備考                                     |
| ------------------------------------------ | -------------------------------------- | ---------------------------------------- |
| 2018/12/15                                 | プレゼントだらけのフライングクリスマス | Cafe & BarBrilliant Breeze               |
| 2019/8/29                                  | あなたと夏の真ん中に                   | 歌う魚                                   |
| 2021/1/10                                  | バイバイ私の心理学                     | Cafe & Music Second Rooms                |
| 2022/3/26                                  | あなたごときに私のハートは掴めない     | クラウドファンディングリターン限定ライブ |
| 2022/12/9                                  | 不器用、きら星のごとく。               | 月見ル君想フ                             |
| 2023/3/19                                  | 常夜灯をあなたに                       | 池袋明日館                               |
| 2023/10/27 2023/10/29 2023/11/3 2023/11/11 | ひとえまぶたに降る光                   | sunset BLUE 440 EACH TIME cafe Room+     |
| 2024/1/5                                   | あのバス停で春を待つ                   | 渋谷DUO music exchange                   |
| 2024/10/6 2024/10//27 2024/11/3            | Lyrical Lovers                         | EACH TIME cafe Room+ 440                 |

### オンラインライブ
| 開催日    | タイトル                   | 備考                                     |
| --------- | -------------------------- | ---------------------------------------- |
| 2022/4/16 | やわらかく、鋭い、あなたへ | クラウドファンディングリターン限定ライブ |
| 2023/10/4 | スタジオ弾き語りライブ     | Youtube登録者数6万人記念                 |

### その他イベント
| 開催日                           | タイトル                                       | 備考                                   |
| -------------------------------- | ---------------------------------------------- | -------------------------------------- |
| 毎週日曜日                       | Youtube定期配信                                |                                        |
| 月に一度水曜日                   | ねれない症候群                                 | Bitfanの機能を使用した配信             |
| 月に一度水曜日                   | 即レス会                                       | Bitfanアプリを使用したチャットイベント |
| 不定期                           | ゲリラ配信                                     | instagramやBitfanを使用した配信        |
| 2022/11/10 2022/11/11 2022/11/12 | Twitter Spaces 期間限定コラボ配信 灯橙あか✕○○○ | ゲスト: 足立タイセイ 七海うらら 6スタ  |

## 出演

### イベント
| 開催日     | イベント名                                                                         | 備考                                              |
| ---------- | ---------------------------------------------------------------------------------- | ------------------------------------------------- |
| 2017/8/19  | FREAKY vol.11                                                                      | 心斎橋HOTLIP                                      |
| 2017/9/24  | secret base                                                                        | 心斎橋HOTLIP                                      |
| 2017/9/26  | コラボ路上ライブ                                                                   | 大阪駅 HEP前                                      |
| 2017/10/18 | コラボ路上ライブ                                                                   | 難波 近鉄特急ビル前                               |
| 2017/11/14 | あの娘の街の音                                                                     | 京都GATTACA                                       |
| 2017/11/21 | story vol.33                                                                       |                                                   |
| 2017/12/15 | 週末アンプラダド                                                                   | 京都TRUTST                                        |
| 2017/12/30 | 立つ鳥跡を濁さず                                                                   | 神戸BackBeat                                      |
| 2018/2/22  | 火灯しの頃之詩 〜第70夜〜                                                          | 京都Secondrooms                                   |
| 2018/3/27  | あなたの歌が聞きたい                                                               | 京都GATTCA                                        |
| 2018/4/14  | 春の夜の夢                                                                         | ワンダリンワンダリン難波                          |
| 2018/4/18  | Music Color                                                                        | 京都Second rooms                                  |
| 2018/5/6   | ソラウタ                                                                           | 大阪あべのルシアス15F スカイコート                |
| 2018/5/15  | 六番ソングス vol.2 〜ルーキーイヤーズ〜                                            | 京都三条voxhall                                   |
| 2018/6/15  | ヤバイ女の子 〜 Red Red Red !〜                                                    | 大阪心斎橋FANJtwice                               |
| 2018/6/25  | ヤングジェネレーション                                                             | 京都三条voxhall                                   |
| 2018/8/11  | お菓子つかみ取りフリーライブ                                                       | クロスモール堺                                    |
| 2018/9/19  | あなたの歌が聞きたい                                                               | 大阪GATTACA                                       |
| 2018/10/17 | MV Live vol.1                                                                      | 大阪心斎橋FANJtwice                               |
| 2018/10/25 | Thursday Night                                                                     | 大阪心斎橋TOBIRA                                  |
| 2018/10/28 | 二十の花と五つの叙情                                                               | 京都JUZA                                          |
| 2019/1/30  | 談話室Vol.1 (青木幸太自主企画)                                                     | 京都voxhall十八番                                 |
| 2019/3/5   | 幕開け                                                                             | 京都voxhall十八番                                 |
| 2019/3/22  | 金曜ラプソティー                                                                   | 大阪 B-flat                                       |
| 2019/3/30  | すずかげになる                                                                     | 京都 灯火喫茶すずかげ                             |
| 2019/4/1   | 全国の一番可愛いになりに来ましたツアー                                             | 京都GATTACA                                       |
| 2019/4/6   | 零壱01 vol.8                                                                       | 京都祇園 零城-NiL-                                |
| 2019/4/19  | Coming AP!!! 〜次に来るのはこのアーティスト〜                                      | 心斎橋Fanjtwice                                   |
| 2019/4/21  |                                                                                    | 京都二条AFTERBEAT                                 |
| 2019/5/5   | TWYW                                                                               | 京都GATTACA                                       |
| 2019/5/10  | 談話室Vol.2 (青木幸太自主企画)                                                     | 京都voxhall十八番                                 |
| 2019/5/16  | ゆーちん1st single レコ発                                                          | 心斎橋歌う魚                                      |
| 2019/5/23  | From me to you 〜あなたへ贈る恋文歌〜                                              | someno kyoto                                      |
| 2019/6/6   | すずかげになる                                                                     | 京都 灯火喫茶すずかげ                             |
| 2019/6/17  | あなたの歌が聞きたい                                                               | 京都GATTACA                                       |
| 2019/6/21  |                                                                                    | 心斎橋soma                                        |
| 2019/6/26  | TOBIRA Wednesday night                                                             | 心斎橋TOBIRA                                      |
| 2019/7/4   | 六本木 Act gallery Vol.33                                                          | 六本木CLUB EDGE                                   |
| 2019/7/10  | すずかげに鳴る                                                                     | 京都 灯火喫茶すずかげ                             |
| 2019/7/28  |                                                                                    | 京都二条AFTERBEAT                                 |
| 2019/8/3   | 一輪の私と                                                                         | 心斎橋歌う魚                                      |
| 2019/8/18  | Free Live                                                                          | あべのルシアス15階 スカイコート                   |
| 2019/8/30  | あの日のあなたは・・・                                                             | 京都Secondrooms                                   |
| 2019/9/13  | -彼女の歌声- part13                                                                | 京都Secondrooms                                   |
| 2019/9/29  | 関西歌姫物語Vol.17 〜素敵な歌声で心をクリーニング〜                                | 名古屋名駅Live-BarU-ree                           |
| 2019/10/5  | 夜、待ち侘びる                                                                     | 心斎橋歌う魚                                      |
| 2019/10/6  | Free Live                                                                          | あべのルシアス15階 スカイコート                   |
| 2019/10/25 | 金の音                                                                             | 京都TRUST                                         |
| 2019/11/10 | 未来に噛みつけ                                                                     | 大阪StepHall                                      |
| 2019/11/15 | -彼女の歌声- part15                                                                | 京都Secondrooms                                   |
| 2019/11/22 | すずかげに鳴る                                                                     | 京都 灯火喫茶すずかげ                             |
| 2019/12/22 | vol.50 NAMBA MUSIC LABI1                                                           | なんば ヤマダ電機 LABI1 2Fラビガーデン            |
| 2020/1/29  | あおいひかり                                                                       | 心斎橋 歌う魚                                     |
| 2020/3/3   | Blessing of Heaven                                                                 | 京都                                              |
| 2020/7/13  | 灯橙あか×冲崎太亮×前田琴音 プレミアム-15-                                          | 心斎橋 歌う魚                                     |
| 2020/11/23 | 例えば、タバコ。シャンプー、キンモクセイ。                                         | 京都GATTACA                                       |
| 2021/10/30 | 生明祭ライブ                                                                       | 明治大学 特設ステージ                             |
| 2022/2/26  | シンガロンシンガソンOSAKA 2022 Winter                                              | 大阪アメリカ村SUNHALL/ANIMA                       |
| 2023/10/9  | MINAMI WHEEL 2023                                                                  | 大阪                                              |
| 2023/12/10 | 大阪音楽大学 ミュージックビジネス専攻 presents “ビギバズ！” -MINAMI WHEEL EDITION- | 阿倍野ROCK TOWN                                   |
| 2023/12/21 | エアトリ presents 毎日がクリスマス                                                 | 横浜赤レンガ倉庫1号館 3Fホール                    |
| 2024/3/3   | J-WAVEトーキョーギタージャンボリー2024 supported by 奥村組                         | 両国国技館                                        |
| 2024/3/12  | MUSIC NEXUS Presents Live 導 -SHIRUBE- Vol.0 by USEN-NEXT HOLDINGS                 | TOKIO TOKYO                                       |
| 2024/5/26  | YAHOO FES 2024                                                                     | 白馬岩岳マウンテンリゾート山頂エリア 特設ステージ |
| 2024/7/6   | エアトリ presents 毎日が夏祭り                                                     | 横浜赤レンガ倉庫1号館 3Fホール                    |
| 2024/10/5  | MEGA☆ROCKS                                                                         | 仙台                                              |
| 2024/10/12 | MINAMI WHEEL 2024                                                                  | 大阪                                              |

### 楽曲提供
| リリース日・投稿日 | タイトル           | 提供先                         | 備考                                               |
| ------------------ | ------------------ | ------------------------------ | -------------------------------------------------- |
| 2017/12/17         | The Gleam Voice    | Official WhitePlumStudio       |                                                    |
| 2022/8/5           | Cheer Up!          | カラシュナ                     | カラシュナテーマ曲                                 |
| 2022/9/04          | Stella             | 6スタ                          | 「突撃！あの人の音楽スタジオ」のオープニングテーマ |
| 2023/7/7           | リライト・ヒーロー | 一般社団法人ステップフォワード | 「プラスステップ」テーマ曲                         |

### 共同制作
| リリース日・投稿日 | タイトル | 共同制作者 | 備考 |
| ------------------ | -------- | ---------- | ---- |
| 2021/8/15          | 橙の日   | ウソツキ   |      |

### 歌唱依頼
| リリース日・投稿日 | タイトル                  | 依頼主           | 備考                              |
| ------------------ | ------------------------- | ---------------- | --------------------------------- |
| 2020/5/20          | あーしたてんきになーれ    | 一山楓           |                                   |
| 2020/6/17          | 朝に昇る                  | 犬も食わねぇよ。 |                                   |
| 2021/11/19         | 青瞬の音 (feat. 灯橙あか) | YUYA             | ボーカロイド曲の歌い手ver.        |
| 2022/7/22          | いつでも                  | NiiiiiA          | 1stソロMini Album『2Years』収録曲 |
| 2022/12/11         | タリナイネゴト            | Rivolegg         |                                   |

### MV出演
| リリース日・投稿日 | タイトル     | 依頼主         | 備考 |
| ------------------ | ------------ | -------------- | ---- |
| 2020/8/29          | 星にはならん | 犬人間ニョンズ |      |